# Hebenstretia lanceolata
Hebenstretia lanceolata är en flenörtsväxtart som först beskrevs av Ernst Meyer, och fick sitt nu gällande namn av Robert Allen Rolfe. Hebenstretia lanceolata ingår i släktet gatörter, och familjen flenörtsväxter. Inga underarter finns listade i Catalogue of Life.